# Fota minorata
Fota minorata là một loài bướm đêm trong họ Noctuidae.